# 愛宕山 (阿南市)
愛宕山（あたこやま）は、徳島県阿南市にある山である。標高は210m。

## 地理
椿川の左岸に幅約300m、長さ3kmにわたって延びる山地の西端近くに位置する。
谷の周辺が耕作されるのみで、ほとんど雑木林からなる。一部に果樹の栽培も見られる。南に船頭ヶ谷がある。